# João Lyra
João José Pereira de Lyra (Recife, 17 de junho de 1931 – Maceió, 12 de agosto de 2021) foi um advogado, industrial e político brasileiro com atuação em Alagoas.

## Atuação empresarial
Filho de Salvador Pereira de Lyra e Maria da Conceição Diniz Pereira de Lyra. Bacharel em Direito pela Universidade Federal de Alagoas, foi advogado e empresário do setor sucroalcooleiro sendo fundador e presidente do Grupo João  Lyra. Em Alagoas foi presidente do Sindicato da Indústria do Açúcar do Estado (1971-1974), conselheiro da Associação Comercial (1994) e é presidente da Associação dos Produtores Independentes de Açúcar e Álcool desde 1995.
O grupo empresarial controlado por João Lyra emprega dezessete mil pessoas no estado de Alagoas e um total de 26 mil, somando seus empregados em Minas Gerais.

## Falência do Grupo João Lyra
João Lyra viveu problemas de ordem empresarial e política. Dono de um ex-império que incluía imensas extensões de terra, imóveis de luxo, cinco usinas de cana-de-açúcar, empresas de comunicação, táxi aéreo e até uma fábrica de adubos, um dos usineiros mais famosos do País está com dívidas, foi o parlamentar mais rico da Câmara dos Deputados. Antes dono de um domínio inabalável, que lhe rendeu dois mandatos em Brasília e poder de influência na política de seu Estado natal, Alagoas, Lyra vive hoje sua ruína sob o fantasma da falência e do ostracismo.
Em valores atualizados, o deputado deve aproximadamente R$ 2 bilhões, dez vezes o patrimônio pessoal declarado por ele à Justiça Eleitoral há três anos. Em setembro de 2012, o juiz Marcelo Tadeu decretou a falência de seu conglomerado, entregando o comando de suas empresas a interventores. “Não dá para fechar os olhos para os débitos e essa situação vinha se arrastando há anos”, disse o juiz, que alega ter sofrido ameaças de morte por conta de sua atuação em desfavor de João Lyra.
No mesmo período, cinco auditores fizeram uma busca nas contas das usinas. As primeiras análises mostram que havia recursos em caixa para cumprir as negociações judiciais dos débitos, apesar dos argumentos de crise no setor sucroalcooleiro e das enchentes que atingiram Alagoas nos últimos anos. “A situação parece bem diferente do que era passado oficialmente nas negociações. Eles vinham dando calote em todo mundo deliberadamente”, resume um dos credores envolvidos no processo. Na ação de falência do Grupo João Lyra, que corre em sigilo, seus advogados não negam os débitos. Entretanto, dizem que não concordam com os critérios da cobrança. Também apelam para a importância do grupo na geração de empregos, especialmente em Alagoas e Minas Gerais. São cerca de seis mil funcionários diretos.

### Histórico
A história da queda de Lyra começa em 2006, quando o atual deputado gastou parte da sua fortuna em uma campanha pelo comando do governo de Alagoas. Desde então as dívidas do usineiro começavam a se acumular e as cobranças judiciais se amontoavam no departamento jurídico do grupo. Na época, Lyra ainda gozava de prestígio de coronel e, apesar de ter perdido a eleição e cerca de R$ 60 milhões que gastou com a campanha, conseguiu usar sua influência para protelar as ações de cobranças, em vez de negociá-las.
Para continuar mantendo seu alto padrão de vida, e as empresas em funcionamento, Lyra iniciou uma estratégia de calotes em série contra bancos privados, tanto estrangeiros como nacionais, e também entidades públicas. A cada ano e período de entressafra da cana-de-açúcar, seu grupo entrava com pedidos de empréstimos em diferentes bancos. Conseguiu abocanhar quase R$ 1 bilhão de pelo menos três instituições estrangeiras (um banco francês, um belga e um inglês), além do Banco do Nordeste, Bradesco e até do BNDES (Banco Nacional de Desenvolvimento Econômico e Social). Mas o usineiro, mesmo com o lucro da safra, deixou de pagar os empréstimos. Quando pressionado, renegociava a dívida. Fez isso ao menos seis vezes, segundo o processo de falência do Grupo João Lyra. Em 2010, a situação chegou ao limite. Os bancos estrangeiros, credores rurais e funcionários com salários atrasados decidiram cobrar a dívida de Lyra.
O calote bilionário se soma à lista de abusos alimentados pela impunidade. A influência de Lyra no Judiciário alagoano é conhecida há tempos. Nos anos 1990, ele conseguiu se livrar de acusações de assassinatos, apesar dos depoimentos e indícios contundentes de sua participação nos crimes. Em 1991, Lyra foi acusado pelo Ministério Público de mandar matar o amante da ex-esposa. Cinco anos depois, o parlamentar foi apontado como o mandante do assassinato do fiscal de renda Sílvio Vianna, que o cobrava por impostos devidos à União. O deputado, por meio de sua rede de influência, conseguiu engavetar os processos, que acabaram prescrevendo depois que ele completou 70 anos.
A última demonstração de poder veio das mãos do amigo e presidente do Tribunal de Justiça de Alagoas, Sebastião Costa Filho, que, durante um plantão de domingo, suspendeu o processo de falência de Lyra. Alegou que a decisão do juiz Marcelo Tadeu não foi imparcial. Tadeu é antigo desafeto do deputado.
A crise nos negócios deixou o parlamentar com a saúde debilitada. A convivência conflituosa com a família agravou as doenças. Pai de quatro filhos, entre eles Thereza Collor, o deputado não fez bons sucessores.
A transitar nos corredores do Congresso, o parlamentar manteve-se distante das discussões e das rodinhas de políticos. Sempre circulou pelas laterais, evitando o centro do plenário, onde as televisões captaram imagens em tempo real e os deputados se digladiam na disputa por microfones. Isso quando ele aparece na Casa. Além de ser o mais faltoso, tendo comparecido a menos de 30% das sessões de 2012.

## Política
Sogro de Pedro Collor, foi eleito suplente de senador pelo PDS em 1982, foi efetivado em 1988 com a eleição de Guilherme Palmeira para prefeito de Maceió. Após uma passagem pelo PMDB migrou para o PSC e foi derrotado ao tentar a reeleição pelo recém-criado estado de Roraima em 1990. Irmão do também senador Carlos Lyra, foi eleito deputado federal pelo PTB em 2002 e candidato derrotado ao governo do estado em 2006, reelegeu-se deputado federal em 2010.

## Decisões, votos e posições políticas
A seguir, lista de decisões e posicionamentos políticos, publicamente expostos:
- PEC 37
  - Votou a favor desta emenda constitucional, que foi derrotada por 430 votos a 9 (2 abstenções) na data de 25/06/2013. Esta votação foi antecipada, após a série de movimentos populares iniciados no dia 17/06/2013.

## Ação penal
Corre no Supremo Tribunal Federal processo contra João Lyra e Antônio José Pereira de Lyra (seu filho) em que são acusados de submeter à condição análoga à de escravo 56 dos 3.300 trabalhadores de uma empresa de sua propriedade que trabalhavam em lavoura de cana-de-açúcar no município de União dos Palmares/Alagoas.
Conforme autos de infração lavrados pela fiscalização do Ministério do Trabalho e Emprego, João Lyra e seu irmão são denunciados por:
- sujeitar os trabalhadores, com frequência, a jornada de trabalho superior a 12 horas por dia, inclusive em período noturno, sem respeitar o direito de descanso aos domingos;
- não oferecer a eles equipamentos de segurança do trabalho contra os cortadores de cana-de-açúcar;
- manter os operários em condições desumanas, com alojamentos precários, sem a devida ventilação;
- problemas nas condições sanitárias do local de trabalho (não possui banheiros);
- sujeitar os trabalhadores ao consumo de água não filtrada e, no campo, aplacar a sede com gelo, sem qualquer cuidado de higiene.

A ministra Rosa Weber, votando pelo recebimento da denúncia disse entender que: 
| “ | (...) os fatos apontados na denúncia afrontam a dignidade da pessoa humana e correspondem ao tipo penal descrito no artigo 149 do Código Penal. | ” |

## Panama Papers
Em 4 de abril de 2016, foi divulgado pelo jornal El País que João Lyra tem contas em empresas offshores no exterior abertas pela companhia panamenha Mossack Fonseca, especializada em camuflar ativos usando companhias sediadas em paraísos fiscais.

## Morte
Lyra morreu em 12 de agosto de 2021 em um hospital de Maceió, aos noventa anos de idade, por complicações da pneumonia e da broncoaspiração da Covid-19.